# Max Carstanjen

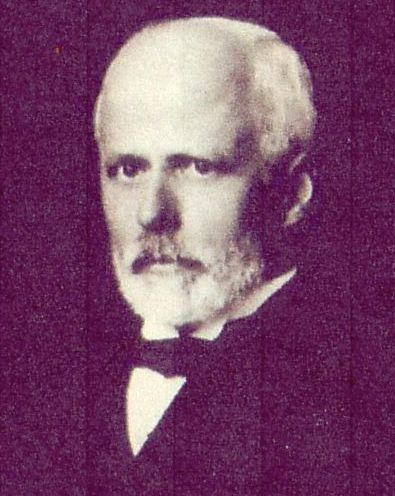
Max Carstanjen

Max Carstanjen (* 9. Oktober 1856 in Duisburg; † 2. April 1934 in Adolfshöhe bei Biebrich am Rhein) war ein deutscher Maschinenbau-Ingenieur, Konstrukteur und Industrie-Manager. Eine seiner bekanntesten Leistungen war die Planung und Ausführung der Wuppertaler Schwebebahn.

## Leben
Max Carstanjen entstammte einer alten niederrheinischen Kaufmannsfamilie. Er besuchte das Realgymnasium in Duisburg. Nach dem Abitur 1875 begann er am Polytechnikum Zürich (der heutigen Eidgenössischen Technischen Hochschule Zürich) ein Studium des Ingenieurwesens. Seit 1875 gehörte er der Burschenschaft Teutonia Zürich an. Nach sieben Semestern wechselte er an die Technische Hochschule (Berlin-)Charlottenburg, wo er nach drei Semestern sein Studium mit dem Ersten Staatsexamen (zeitgenössisch Bauführerprüfung) abschloss. An seine Militärdienstzeit als Einjährig-Freiwilliger schloss sich ein mehrjähriges Referendariat bei Eisenbahnbauten in Ostpreußen an, das 1887 mit dem Zweiten Staatsexamen (zeitgenössisch Baumeisterprüfung) endete.
Während seiner anschließenden Tätigkeit als Regierungsbaumeister (Assessor im öffentlichen Bauwesen) lernte er den Ingenieur Anton Rieppel kennen, den Leiter der Maschinenbau-Actien-Gesellschaft Nürnberg und deren Brückenbau-Werkstatt in Gustavsburg. Rieppel erkannte das Talent Carstanjens und konnte ihn als Mitarbeiter gewinnen. Carstanjen wechselte 1895 aus dem Staatsdienst bei der Eisenbahndirektion Elberfeld zur Maschinenbau-Actien-Gesellschaft Nürnberg, die 1898 mit der Reichenbach’schen Maschinenfabrik zur Maschinenfabrik Augsburg-Nürnberg AG (MAN) fusionierte.
Rieppel vertraute Carstanjen mit der gleichzeitigen Ernennung zum Direktor die Leitung des Brückenbaus an. Eine seiner ersten großen Leistungen war die generelle Festlegung der 13 Kilometer langen Schwebebahn Barmen-Elberfeld-Vohwinkel und die schwierige Planung ihrer Fahrbahnkonstruktion, Bahnhöfe und Wendeschleifen.
Carstanjen gilt zudem als der „Vater“ der Walzenwehre, zu denen er mehrere Patente besaß. Zeit seines Lebens widmete er sich nicht nur dem Stahlbau, sondern auch in ganz besonderem Maß dem Wehrbau und dem wasserbaulichen Versuchswesen.
1907 wurde Carstanjen in den Vorstand des MAN-Konzerns berufen.
Nach seiner Pensionierung, in seinen letzten Lebensjahren, forschte Carstanjen noch eingehend auf dem Gebiet der Schiffshebewerke, wofür er bemerkenswerte Systeme entwickelte und noch als Siebzigjähriger Preise erhielt.

## Ehrungen
Die Technische Hochschule Karlsruhe ernannte ihn zum Ehrensenator und die Technische Hochschule Dresden verlieh ihm die Ehrendoktorwürde. Im August 1918 erhielt er den Ehrentitel Geheimer Baurat anlässlich der Einweihung der drei Rheinbrücken bei Rüdesheim, Engers und Remagen, an deren Entwurf und Bau das MAN-Werk Gustavsburg beteiligt war. Das Königreich Preußen und das Großherzogtum Hessen verliehen ihm Orden. Er war auswärtiges Mitglied der Preußischen Akademie des Bauwesens, Mitbegründer des Deutschen Stahlbau-Verbands und lange Jahre dessen erster Vorsitzender.